# Operation Dunkirk
Pour plus de détails, voir Fiche technique et Distribution.
Operation Dunkirk (en français : Opération Dunkerque) est un film de guerre et d’action de 2017, réalisé par Nick Lyon et mettant en vedette Kimberley Hews, Ifan Meredith et Tyler Cole. Il est produit par le studio The Asylum afin de capitaliser sur le succès du film Dunkerque de Christopher Nolan.

## Synopsis
Alors que la Seconde Guerre mondiale fait rage en Europe, 330 000 soldats attendent avec impatience leur évacuation à Dunkerque. La ville française sert de tête de pont pour le corps expéditionnaire britannique, et menace bientôt de tomber aux mains de la Wehrmacht. Une escouade de soldats américains, qui se battent vaillamment pour défendre la ville, ne peut pas se joindre à la retraite car ils sont renvoyés sur le terrain avec une mission spéciale. Ils sont censés aller derrière les lignes ennemies pour trouver un scientifique et le libérer des griffes des nazis. Avec lui, le sort pourrait tourner en faveur des Alliés dans cette guerre acharnée. Il leur faudra une bonne dose d’héroïsme pour s'aventurer ainsi en territoire ennemi, car leurs chances de survie sont faibles dans cette mission dangereuse.

## Distribution
- Ifan Meredith : Calloway
- Kimberley Hews : Angelique
- Darren Hill : Vincent Harris
- Kyle Hotz : Walker
- Conner P. Kelley : Thomas
- Tyler Cole : Roger King
- Michael Wouters : Strasser
- Brent Roske : Pierre
- Gerard Pauwels : colonel Plummer
- Jerry L. Beasley : Harman
- Eddie Curry : scientifique allemand
- Paul Nicely : Luc
- Christopher W.D. Howe : opérateur radio
- Charles J. Adams : opérateur radio
- Alex Willey : soldat allemand
- Alex Neeley : soldat allemand
- Brandon Edwards : soldat britannique
- Brandon Graham : soldat nazi #3[3]

## Accueil

### Réception critique
Le film a un score d’audience de 11% sur Rotten Tomatoes.